# Gold standard (medicina)
In medicina, gold standard (o standard di riferimento) è l'esame diagnostico più accurato per confermare un determinato dubbio diagnostico, al quale ogni altro esame (e soprattutto ogni altro nuovo esame) deve rapportarsi per avere validità diagnostica.
In medicina il gold standard è quasi sempre l'esame istologico, mentre le tecniche di diagnosi per immagini (come la TC e la RM) hanno un'accuratezza inferiore. Nonostante ciò, anche di fronte al test istologico, il confine tra situazione patologica e situazione fisiologica non è in modo assoluto ben chiaro e definito. Questo comporta l'esistenza, anche per il gold standard, di falsi positivi e falsi negativi che ne inficiano l'accuratezza, seppur comunque estremamente elevata.